# Koninklijke Noorse luchtmacht
De Koninklijke Noorse luchtmacht (Noors: Luftforsvaret) is de in 1944 gevormde luchtmacht van Noorwegen.
Ze telt zo'n 1430 personeelsleden, inclusief burgers, 600 dienstplichtigen en kan in oorlogstijd zo'n 5500 man mobiliseren.

## Geschiedenis

### Voor en tijdens de Tweede Wereldoorlog

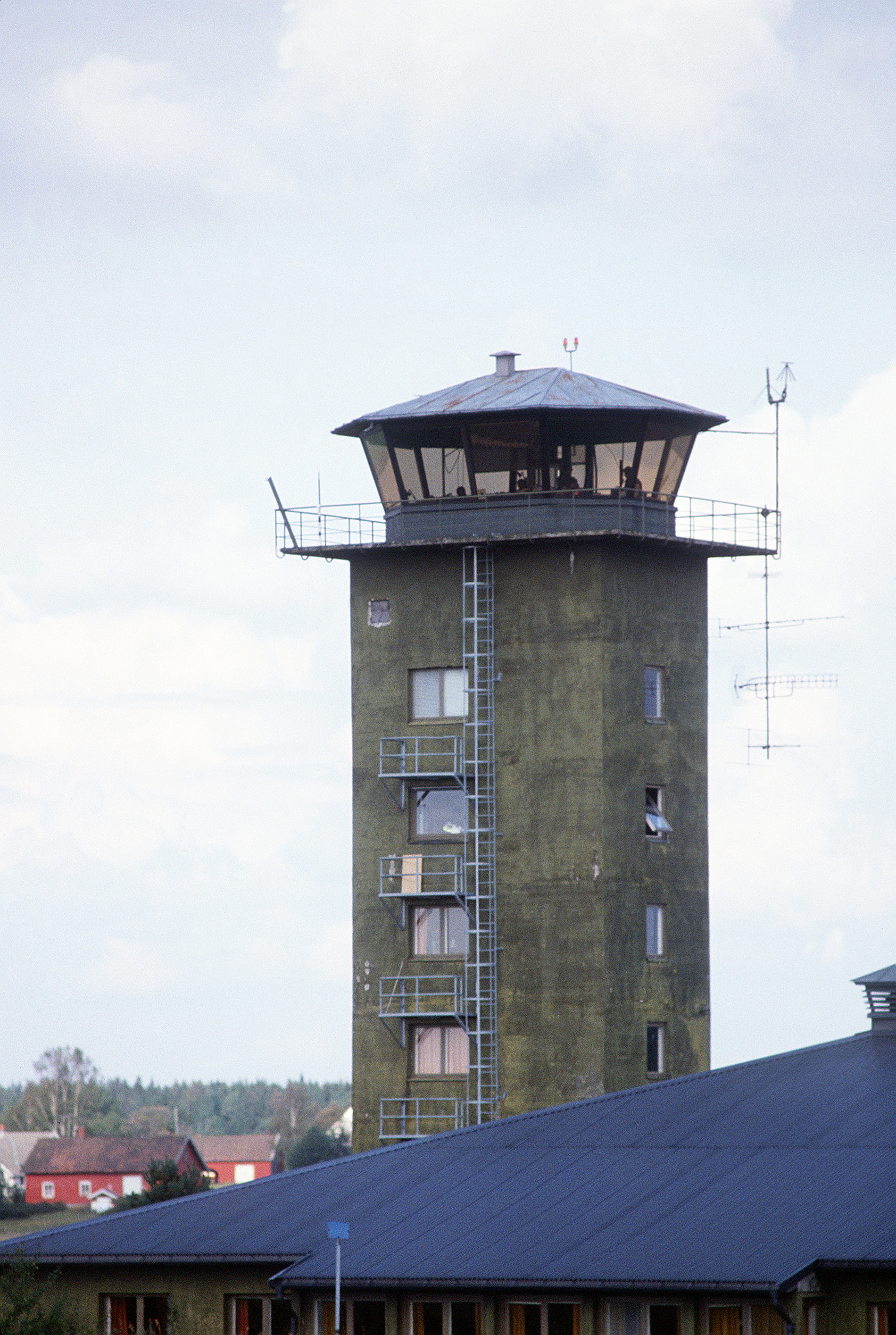
De controletoren van luchtmachtbasis Rygge, aug 1983.

Op initiatief van de Koninklijke Noorse marine kocht Noorwegen in 1912 haar eerste vliegtuig, de HNoMS Start.
Het toestel werd in Duitsland gekocht en betaald van publieke giften en een aanzienlijke bijdrage van koning Haakon VII.
Tot de Tweede Wereldoorlog waren de meeste vliegtuigen van het leger van lokale makelij, hetzij in licentie gebouwd, zoals de Fokker C.V-bommenwerper.
Toen die oorlog in de jaren 1930 in de lucht hing werden moderne Britse en Duitse vliegtuigen aangeschaft.
In de maanden voordat Noorwegen door nazi-Duitsland werd bezet bestelde het een aanzienlijk aantal toestellen in de Verenigde Staten, maar degene die reeds geassembleerd waren ten tijde van de invasie hadden nog geen bewapening gekregen.
Deze werden door de nazi's aan het Duitsgezinde Finland verkocht.
Andere Noorse toestellen vluchtten over de Finse grens en werden ingezet door de Finse luchtmacht.
Nog te leveren vliegtuigen werden naar de Noorse regering in ballingschap in Groot-Brittannië gestuurd.
De luchtmacht was in die periode verdeeld over de luchtdienst van de landmacht en de marine.

### Na WOII

Embleem met het motto "Voor koning, volk en vaderland".

In november 1944 werden de luchtdiensten van het leger en de marine samengevoegd als de Noorse luchtmacht.
Die vloog tot in de jaren 1950 onder meer met de Britse Supermarine Spitfire.
In 1947 werd de radar geïntroduceerd en een jaar later met de De Havilland Vampire de eerste straaljagers.
In 1949 stond Noorwegen mee aan de wieg van de NAVO en kreeg alzo militaire steun van de VS.
Daarmee kon de luchtmacht tijdens de Koude Oorlog uitbreiden.
Noorwegen was buiten Turkije ook het enige NAVO-land dat een landgrens had met de Sovjet-Unie.
Daarlangs onderschepte Noorse gevechtsvliegtuigen jaarlijks gemiddeld 5 à 600 USSR-toestellen.
In 1955 ontving Noorwegen met de Bell 47D haar eerste helikopters.
In 1959, ten slotte, werd de afdeling luchtafweergeschut geïntegreerd met de luchtmacht.
Eind jaren 1970 koos Noorwegen in samenwerking met België, Nederland en Denemarken de F-16 als nieuw gevechtsvliegtuig.

### Na de Koude Oorlog
In 2002 vlogen Noorse F-16's samen met F-16's van de Deense- en de Nederlandse luchtmacht ter ondersteuning van de Oorlog in Afghanistan naar Kirgizië.
Vier Noorse- en acht Nederlandse F-16 vormden in 2006 in Afghanistan een airwing.
Noorwegen besloot ook haar verouderde Sea Kings te vervangen door nieuwe NHI NH90's alsook de F-16's door F-35 Lightning II's.

## Luchtmachtbases

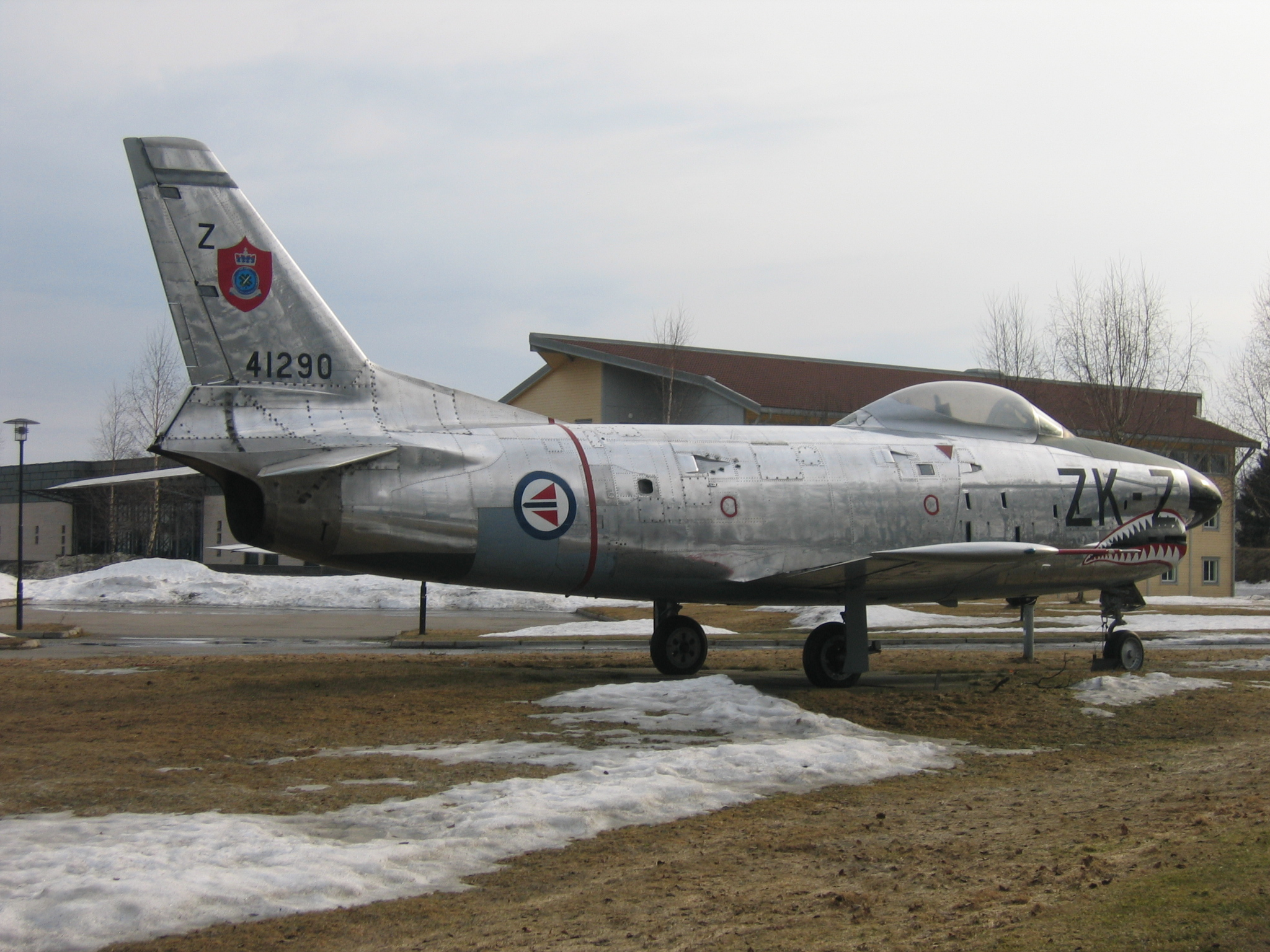
Een van voormalige F-86K Sabres van Noorwegen uit de jaren 1950, april 2009

Andenes/AndøyaP-3 Orion
BodøF-16
Sea King
BardufossNH90
Lynx
Bell 412
T-17 (vliegschool)
FlorøSea King
Oslo/GardermoenC-130
Lakselv/BanakSea King
ØrlandF-16
Sea King
F-35
Moss/RyggeSea King
Bell 412
Falcon 20C-5/ECM
Stavanger SolaSea King

## Inventaris

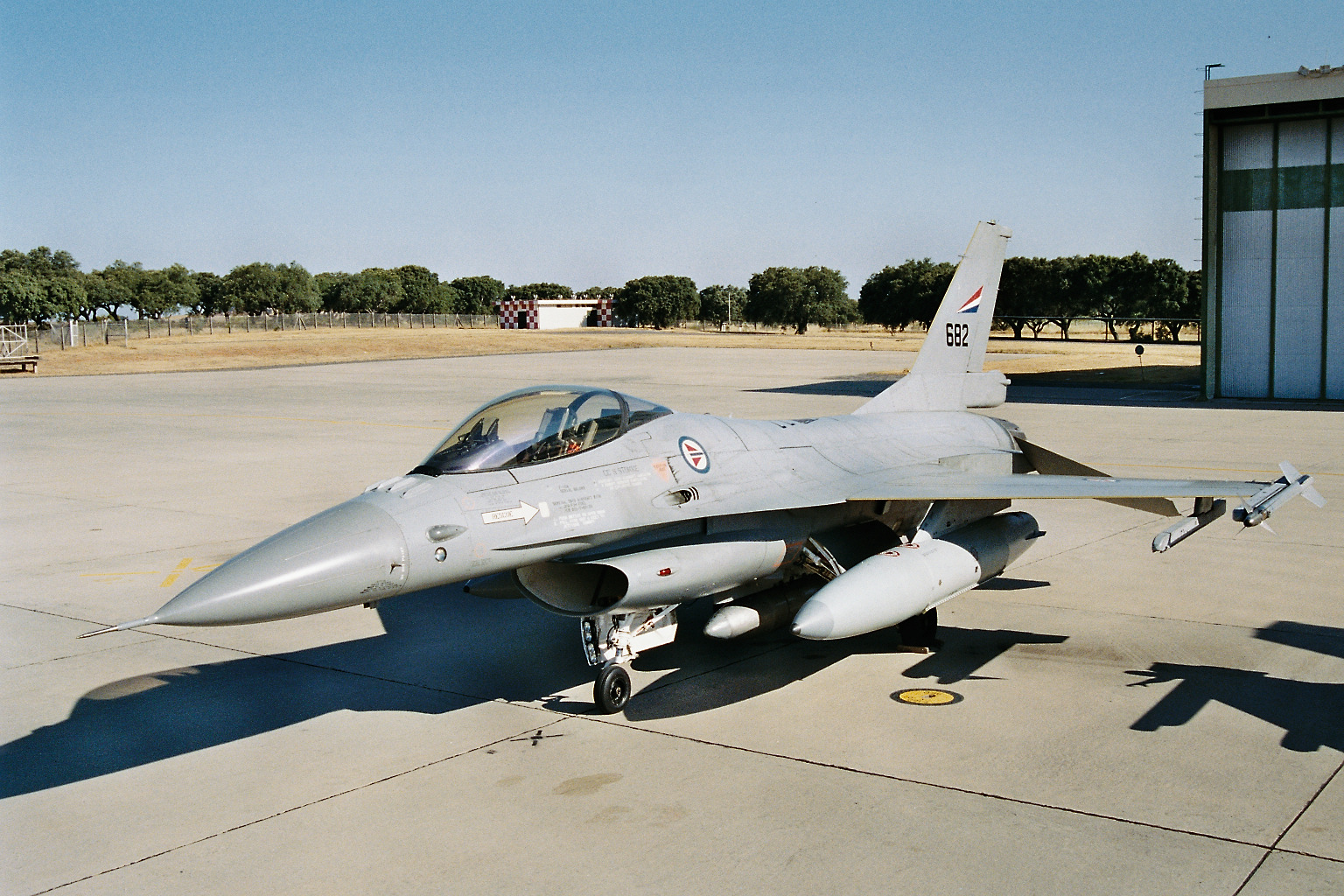
Een Noorse F-16 in Rome, 2004.

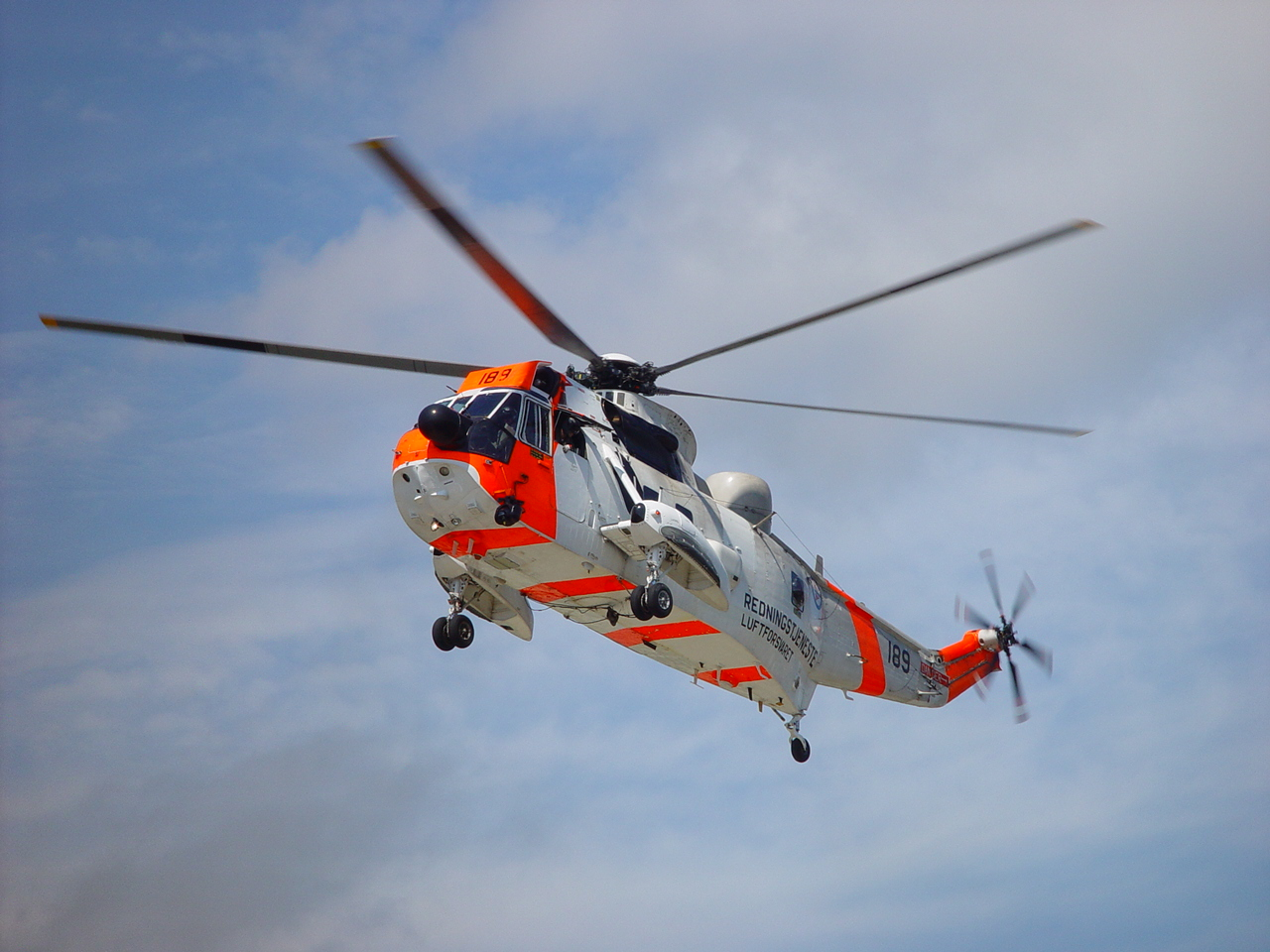
Een Noorse Sea King-reddingshelikopter, jun 2003.

| Toestel                       | Versie(s)      | # (or.)     | Rol                            | Herkomst                             |             |
| Vliegtuigen                   | Vliegtuigen    | Vliegtuigen | Vliegtuigen                    | Vliegtuigen                          | Vliegtuigen |
| ----------------------------- | -------------- | ----------- | ------------------------------ | ------------------------------------ | ----------- |
| Canadair CF-5                 | CF-5A/B        | 0 (15)      | Gevechtsvliegtuig Bommenwerper | Canada Verenigde Staten              |             |
| Dassault Falcon 20            | 20ECM 20C-5    | 2 1         | ECM VIP                        | Frankrijk                            |             |
| Lockheed C-130 Hercules       | C-130 J-30     | 4           | Transport                      | Verenigde Staten                     |             |
| Lockheed F-16 Fighting Falcon | F-16AM F-16BM  | 47 10 (72)  | Gevechtsvliegtuig              | Nederland Verenigde Staten           |             |
| Lockheed P-3 Orion            | P-3C UIP P-3N  | 4 2         | Zeeverkenning                  | Verenigde Staten                     |             |
| Saab Safari                   |                | 16          | Opleiding                      | Zweden                               |             |
| Helikopters                   |                |             |                                |                                      |             |
| Bell 412                      | 412SP          | 18 (19)     | Varia                          | Verenigde Staten                     |             |
| NHI NH90                      | NH90 NFH       | 14          | Varia                          | Europese Unie                        |             |
| Westland Lynx                 | Lynx Mk.86     | 6           | Kustwacht                      | Verenigd Koninkrijk                  |             |
| Westland Sea King             | Sea King Mk.43 | 12          | SAR                            | Verenigd Koninkrijk Verenigde Staten |             |

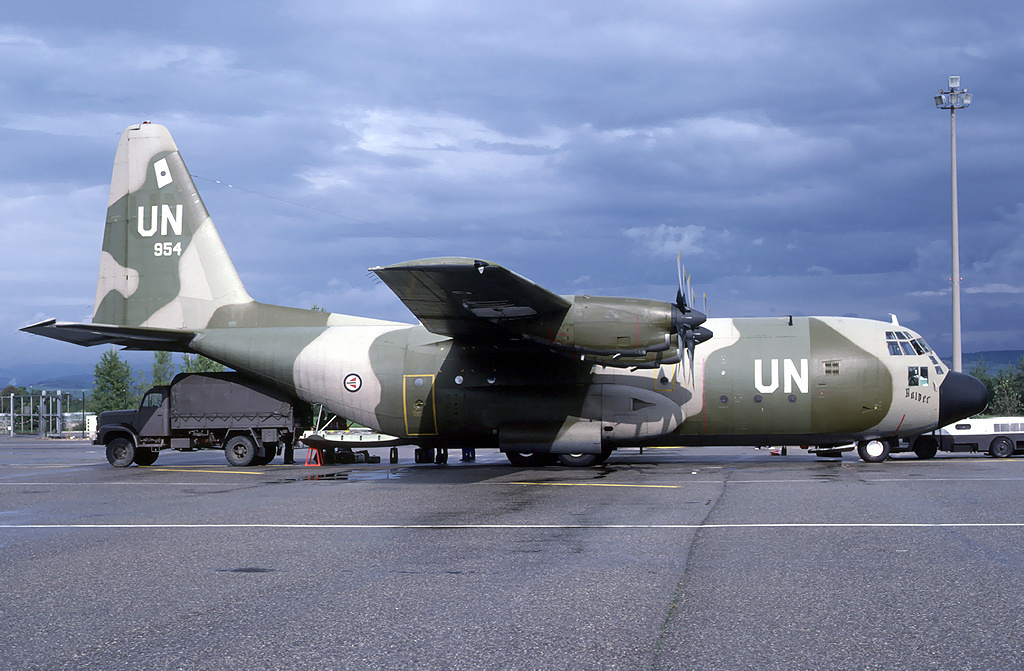
Een Noorse C-130 te Basel, sep 1984.
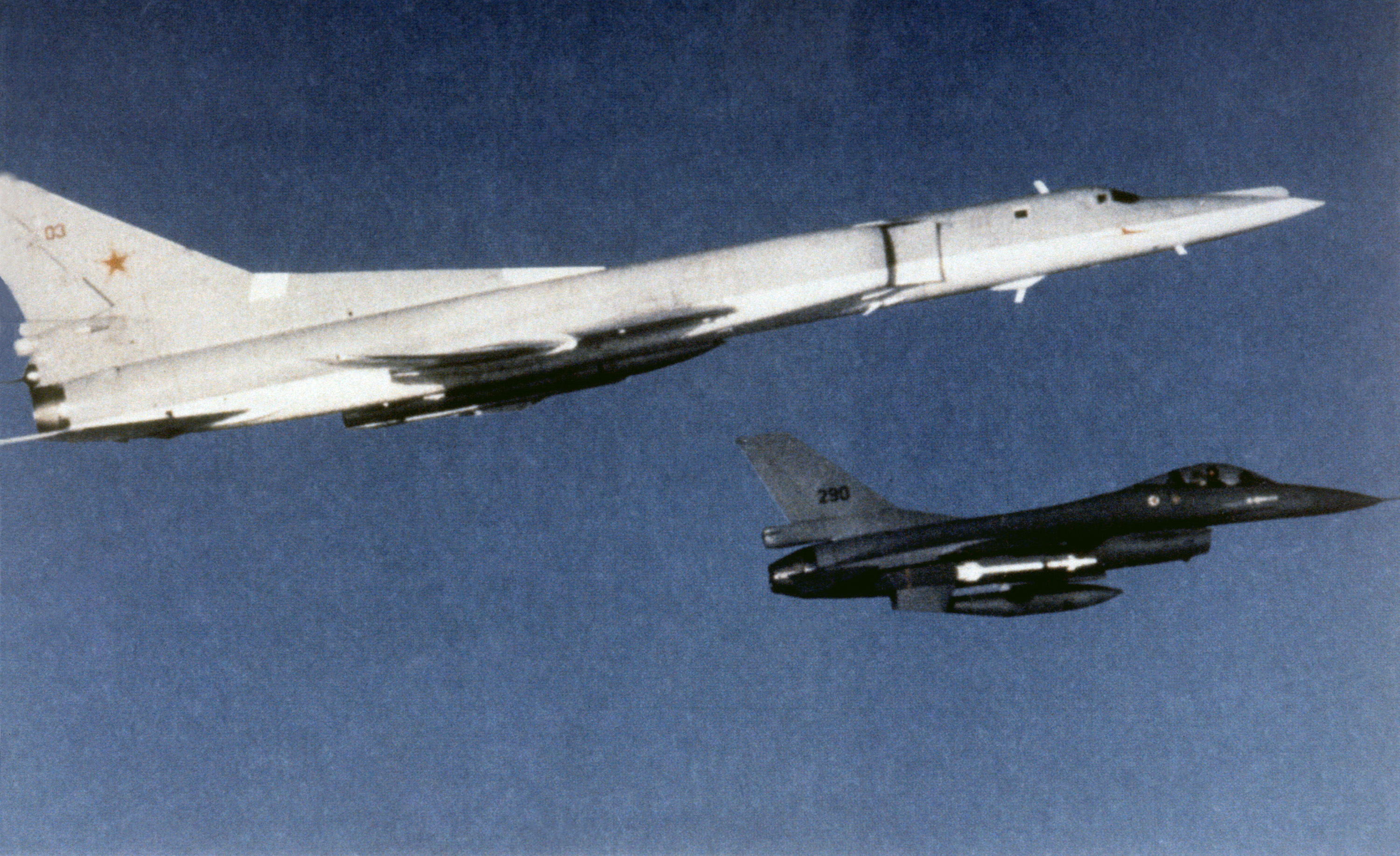
Een Noorse F-16 escorteert een Sovjet-Tu-22M-bommenwerper, 1988.
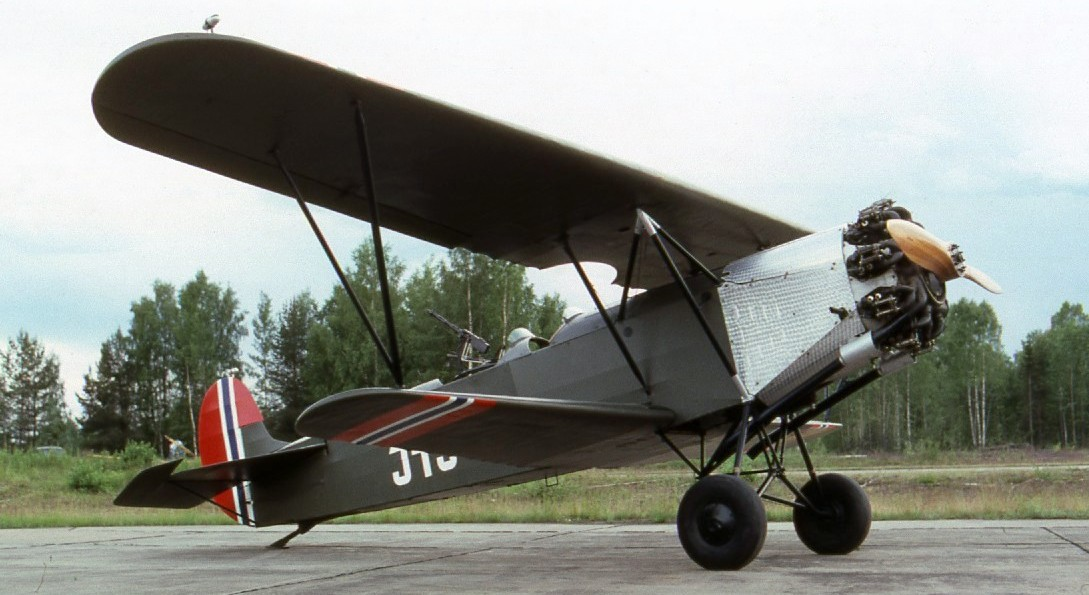
Een Noorse Fokker C.V, jun 1990.
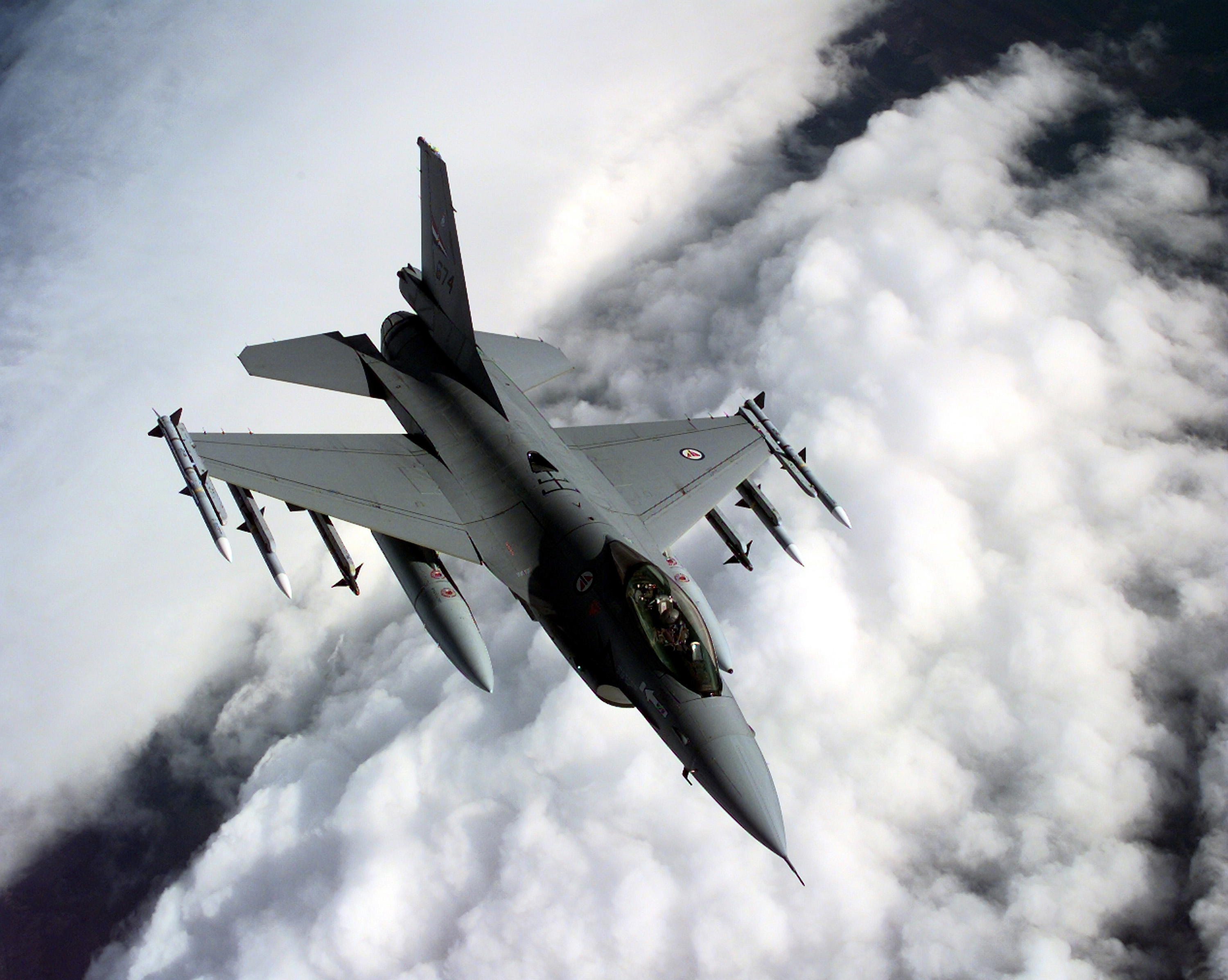
Een Noorse F-16A boven de Balkan, mei 1999.